# Crotalaria bamendae
Crotalaria bamendae är en ärtväxtart som beskrevs av Frank Nigel Hepper. Crotalaria bamendae ingår i släktet sunnhampor, och familjen ärtväxter. IUCN kategoriserar arten globalt som sårbar. Inga underarter finns listade i Catalogue of Life.